# Oscar Cahén
Oscar Cahén (Copenhague, en Dinamarca, 8 de febrero de 1916  – Oakville, en Ontario, 26 de noviembre de 1956) fue un pintor e ilustrador canadiense.
Cahén es mayormente conocido porque fue miembro activo del movimiento de arte abstracto (Grupo de los Once pintores) en Toronto desde 1954 hasta 1960.

## Biografía
Oscar Cahén se educó y formó en Europa, y perfeccionó sus estudios en Praga antes de huir de la ocupación Nazi en 1938. Era ciudadano alemán, pero fue capturado en Inglaterra en 1939 y luego transferido a Canadá en 1940 por razones políticas de aquel entonces (Segunda Guerra Mundial).
Sus contactos artísticos en Canadá aseguraron su liberación en 1942. Trabajó en Montreal antes de mudarse a Toronto en 1944. Cahén trabajó como ilustrador para revistas como Maclean´s, Chatelaine y New Liberty.
A finales de la década de los años 40, conoció a Walter Yarwood, a Harold Town y a otros artistas involucrados en el arte vanguardista (avant-garde art) de Toronto, donde se incluirían obras de Cahén en la exhibición “Arte abstracto en el hogar” ("Abstracts at Home"), que se presentaría en 1953 en la Compañía Robert Simpson, de la misma ciudad.
Se unió a “Los once pintores” un año después de que se formara el famoso grupo artístico. En el conservador mundo del arte canadiense, sus primeras exhibiciones fueron recibidas con desdén No obstante, los “Once pintores” llamaron la atención en los Estados Unidos con una exitosa exposición: “Vigésima exhibición anual de Artistas Abstractos americanos con los Once pintores de Canadá” en 1956, con el mencionado grupo de artistas americanos en la Galería Riverside en Nueva York, y fueron elogiados por la crítica especializada de Clement Greenberg en una visita que hizo a Toronto en 1957. En la prensa canadiense, el más apasionado soporte del grupo fue el crítico de arte Robert Fulford.
Oscar Cahén falleció en un accidente automovilístico en 1956, y el grupo se disolvió formalmente en 1960.